# دافنبورت (فلوريدا)
دافنبورت (بالإنجليزية: Davenport)‏ هي مدينة أمريكية تقع في ولاية فلوريدا. تبلغ مساحة هذه المدينة 4.2 (كم²)،ويبلغ عدد سكانها 1925 نسمة حسب إحصاء سنة 2010 م 1925.تشير إحصاءات سنة 2000م بأن الكثافة السكانية في هذه المدينة تقدر بـ(458.1) نسمة/كم2 

## المناخ
يظهر الجدول التالي التغييرات المناخية على مدار السنة لدافنبورت:
| البيانات المناخية لـدافنبورت      | البيانات المناخية لـدافنبورت | البيانات المناخية لـدافنبورت | البيانات المناخية لـدافنبورت | البيانات المناخية لـدافنبورت | البيانات المناخية لـدافنبورت | البيانات المناخية لـدافنبورت | البيانات المناخية لـدافنبورت | البيانات المناخية لـدافنبورت | البيانات المناخية لـدافنبورت | البيانات المناخية لـدافنبورت | البيانات المناخية لـدافنبورت | البيانات المناخية لـدافنبورت | البيانات المناخية لـدافنبورت |
| الشهر                             | يناير                        | فبراير                       | مارس                         | أبريل                        | مايو                         | يونيو                        | يوليو                        | أغسطس                        | سبتمبر                       | أكتوبر                       | نوفمبر                       | ديسمبر                       | المعدل السنوي                |
| --------------------------------- | ---------------------------- | ---------------------------- | ---------------------------- | ---------------------------- | ---------------------------- | ---------------------------- | ---------------------------- | ---------------------------- | ---------------------------- | ---------------------------- | ---------------------------- | ---------------------------- | ---------------------------- |
| الدرجة القصوى °ف (°م)             | 88 (31)                      | 96 (36)                      | 95 (35)                      | 96 (36)                      | 101 (38)                     | 104 (40)                     | 103 (39)                     | 101 (38)                     | 99 (37)                      | 96 (36)                      | 90 (32)                      | 89 (32)                      | 104 (40)                     |
| متوسط درجة الحرارة الكبرى °ف (°م) | 72 (22)                      | 74 (23)                      | 79 (26)                      | 84 (29)                      | 89 (32)                      | 92 (33)                      | 93 (34)                      | 93 (34)                      | 91 (33)                      | 86 (30)                      | 80 (27)                      | 74 (23)                      | 84 (29)                      |
| متوسط درجة الحرارة الصغرى °ف (°م) | 47 (8)                       | 49 (9)                       | 54 (12)                      | 58 (14)                      | 64 (18)                      | 70 (21)                      | 72 (22)                      | 72 (22)                      | 70 (21)                      | 63 (17)                      | 56 (13)                      | 50 (10)                      | 60 (16)                      |
| أدنى درجة حرارة °ف (°م)           | 19 (−7)                      | 21 (−6)                      | 24 (−4)                      | 31 (−1)                      | 44 (7)                       | 50 (10)                      | 60 (16)                      | 59 (15)                      | 54 (12)                      | 38 (3)                       | 25 (−4)                      | 16 (−9)                      | 16 (−9)                      |
| الهطول إنش (مم)                   | 2.52 (64)                    | 2.86 (73)                    | 3.43 (87)                    | 1.99 (51)                    | 4.12 (105)                   | 6.88 (175)                   | 7.11 (181)                   | 7.43 (189)                   | 6.53 (166)                   | 2.96 (75)                    | 2.29 (58)                    | 2.28 (58)                    | 50.40 (1٬280)                |
| المصدر:                           |                              |                              |                              |                              |                              |                              |                              |                              |                              |                              |                              |                              |                              |

## أعلام
- جوني دونكان
- فينس وليامز
- هارون كيلي
- دوروثي ويست